# Review of Keynesian Economics
Review of Keynesian Economics (literal, Revista de Economistas Keynesianos, sigla ROKE) es una revista académica trimestral de doble ciego y revisada por pares de la órbita del pensamiento keynesiano, aunque también está abierta a otras tradiciones heterodoxas.

## Historia
Creada en 2012 y editada por Edward Elgar Publishing, la revista fue cofundada por Thomas Palley (Fundación New America), Louis-Philippe Rochon (Universidad Laurentian) y Matias Vernengo (Universidad Bucknell). El objetivo era una revista económica en la senda del gran patriarca de la economía John Maynard Keynes, pero que abarcara todas las corrientes y escuelas del pensamiento económico actual. Palley ha dejado escrito un breve relato de cómo surgió la revista.  Louis-Philippe Rochon jugó un papel decisivo en la creación de la revista. En 2018 Rochon renunció y se convirtió en editor emérito y fue reemplazado por Esteban Pérez Caldentey (Comisión Económica para América Latina y el Caribe) como tercer coeditor. 

## Indexación
La revista está indexada en:
- Research Papers in Economics
- Current Contents/Social & Behavioral Sciences[2]
- Social Sciences Citation Index[2]
- EconLit[3]
- Business Source Complete[4]